# Любитель птиц из Алькатраса
«Любитель птиц из Алькатраса» (англ. Birdman of Alcatraz — «Птицелов из Алькатраса») — драматический фильм режиссёра Джона Франкенхаймера, выпущенный в 1962 году. В основу фильма легла реальная история заключённого Роберта Страуда, роль которого исполнил Берт Ланкастер.

## Сюжет
У причала, недалеко от острова Алькатрас, человек, представившийся Томом Гэддисом, рассказывает, что ожидает встречи с героем своей книги, и начинает рассказывать его историю.
В поезде, направляющемся в тюрьму Ливенворт, царит неимоверная жара, от которой страдают как сами охранники, так и заключённые, и один из преступников, Роберт Страуд, разбивает окно, чтобы стало легче дышать. По прибытии его, приговорённого за убийство на Аляске, вызывает к себе начальник тюрьмы, Харви Шумейкер, и пытается убедить не нарушать дисциплину.
Однако вскоре, после драки с одним из заключённых, герой оказывается на месяц в карцере. Вернувшись в обычную камеру, Страуд мечтает о встрече со своей матерью и вскоре узнаёт, что его мать приехала и безуспешно пыталась добиться встречи с ним. В письме она написала, что повторит попытку через неделю. В вспышке ярости главный герой убивает охранника, который противился их встрече, заранее сделанной заточкой. Состоявшийся вскоре суд приговаривает героя к смертной казни через повешение, и во дворе тюрьмы уже начинают возводить виселицу. Однако мать героя решает бороться за жизнь сына и начинает целую кампанию, чтобы спасти его. Благодаря жене президента США, личной встречи с которой добилась мать, смертную казнь в отношении Роберта отменяют и заменяют пожизненным заключением. При этом главным условием является содержание главного героя в одиночной камере до конца его дней, на свежем воздухе ему дозволено бывать лишь во время кратких и редких прогулок по тюремному двору.
Одна из таких вылазок сопровождалась сильной непогодой, и после очередного порыва ветра возле героя падает ветвь дерева, на которой он замечает гнездо и птенца в нём. Отвернувшись, Страуд отходит, но затем возвращается и подбирает воробья. Со временем герой учится обращаться с птицей, подкармливая и постепенно её дрессируя. Показав пару трюков с воробьём новому начальнику тюрьмы, Страуд добивается разрешения получать зерно.
Узнав об этом, многие заключённые от родных получают певчих птиц, в основном канареек, но вскоре из-за усталости одного из владельцев пара птиц оказывается у Страуда. Подружившись постепенно с одним из охранником по фамилии Рэнсом, герой получает доступ к некоторым предметам: так, из обычной бутылки он собственноручно изготавливает поилку для птиц, из ящика — клетку. Вскоре птицы дают потомство. Со временем вся камера Страуда оказывается заполнена клетками с певчими птицами. Однако среди птиц распространяется некая болезнь, и Страуд, пытаясь её остановить, начинает изучать специальную литературу, вызывает для консультации тюремного доктора Эллиса и узнаёт, что это септическая лихорадка и что лекарств против неё не найдено. Не впадая в отчаяние, герой начинает пробовать лечить птиц с помощью самых различных веществ и их смесей, но всё без толку — птицы продолжают умирать. Однако последняя попытка приносит свои плоды — решение найдено, птицы излечиваются, и Страуд отправляет в один из журналов для птицеводов свою статью о том, как лечить пернатых питомцев. Вскоре к нему приезжает вдова Стелла Джонсон, которая, предложив герою начать совместный бизнес в сфере птичьих лекарств, получает немедленное согласие.
Однако со временем в США принимают закон, согласно которому заключённым запрещается заводить животных и заниматься бизнесом. В ответ Страуд вместе с матерью и Стеллой, ставшей его женой, начинает кампанию в защиту своих прав. Это приносит свои плоды, и герою разрешают оставить птиц. Однако мать, потребовавшая развода Страуда со Стеллой и получившая отказ, покидает сына.
В подарок от доктора Эллиса Страуд однажды получает микроскоп, что послужит своеобразным толчком для научной деятельности героя. Став со временем самым крупным специалистом в области птичьих болезней, он за четыре года напишет книгу по данной теме. В разговоре с новым начальником тюрьмы доктор называет Страуда настоящим гением.
Но вот однажды ночью героя поднимают с постели и сообщают о незамедлительном переводе в тюрьму Алькатрас. По прибытии он узнаёт, что её возглавляет тот самый Харви Шумейкер и что здесь ему нельзя иметь птиц. Вместо этого он берётся за написание истории федеральных тюрем США, что приводит к ярым спорам с Харви. В 1946 году в тюрьме, в блоке, где отбывает наказание Страуд, вспыхивает восстание, которое военные стараются подавить силой. Главный герой, выступая посредником, отдаёт всё оружие восставших и призывает не открывать огонь, и Харви Шумейкер перед военными выражает доверие его словам.
На причал прибывает катер, с него в сопровождении охранников сходит главный герой, которому отказали в помиловании и переправляют в другую тюрьму в штате Миссури, и сразу оказывается окружён репортёрами. Ответив на их вопросы, он замечает Тома Гэддиса и перед отъездом успевает с ним поговорить.

## Актёрский состав
| Актёр           | Роль                      |
| --------------- | ------------------------- |
| Берт Ланкастер  | Роберт Страуд             |
| Карл Молден     | Харви Шумейкер            |
| Телма Риттер    | Элизабет Маккартни Страуд |
| Нэвилл Брэнд    | Булл Рэнсом               |
| Бетти Филд      | Стелла Джонсон            |
| Телли Савалас   | Фето Гомес                |
| Эдмонд О’Брайен | Том Гэддис                |
| Чак Коннорс     | Бак Хеннесси              |
| Уит Бисселл     | доктор Эллис              |
| Джордж Митчелл  | отец Мэтью                |

## Награды
| Год  | Премия                              | Категория                                      | Имя                | Результат |
| ---- | ----------------------------------- | ---------------------------------------------- | ------------------ | --------- |
| 1963 | Оскар                               | Лучшая мужская роль                            | Берт Ланкастер     | Номинация |
| 1963 | Оскар                               | Лучшая мужская роль второго плана              | Телли Савалас      | Номинация |
| 1963 | Оскар                               | Лучшая женская роль второго плана              | Тельма Риттер      | Номинация |
| 1963 | Оскар                               | Лучшая операторская работа (Чёрно-белый фильм) | Бёрнетт Гаффи      | Номинация |
| 1963 | BAFTA                               | Лучший иностранный актёр                       | Берт Ланкастер     | Победа    |
| 1963 | Премия Гильдии режиссёров Америки   | Выдающийся режиссёрский вклад в игровое кино   | Джон Франкенхаймер | Номинация |
| 1963 | Золотой глобус                      | Лучшая мужская роль (драма)                    | Берт Ланкастер     | Номинация |
| 1963 | Золотой глобус                      | Лучшая мужская роль второго плана              | Телли Савалас      | Номинация |
| 1962 | Национальный совет кинокритиков США | Лучшие десять фильмов                          |                    | Победа    |
| 1963 | Премия Гильдии сценаристов США      | Лучший сценарий для американской драмы         | Гай Троспер        | Номинация |
| 1962 | Венецианский кинофестиваль          | Кубок Вольпи за лучшую мужскую роль            | Берт Ланкастер     | Победа    |
| 1962 | Венецианский кинофестиваль          | Золотой лев                                    | Джон Франкенхаймер | Номинация |